# Fassa-völgy
A Fassa-völgy (olaszul: Val di Fassa, ladin nyelven Fascia [ˈfaʃa]), németül: Fassatal, régi német nevén Eveistal) egy jelentős völgy a Dolomitok délnyugati részén, az Avisio folyó felső folyásánál, Trentino-Alto Adige régió Trento megyéjében (Trentino), Észak-Olaszországban. Lakossága túlnyomórészt ladin nyelvű.
A völgy területe közigazgatási kistérséget (olaszul: Comunità di valle, németül: Talgemeinschaft) képez, neve Comun General de Fascia. Területe megegyezik elődjével, a 2006-ban feloszlatott Ladino di Fassa kistérséggel.

## Fekvése
A Fedaia-tóból eredő Avisio patak völgye elvileg teljes hosszában egyetlen összefüggő völgynek tekinthető, szakaszai azonban eltérő nevet viselnek. A völgy felső, északkeleti szakaszának neve Fassa-völgy, a Sella hegycsoporttól (Canazei városától) (ahol a San Pellegrino patak az Avisióba torkollik), le délnyugati irányban Moena község központjáig. A következő községtől, Predazzótól kezdődő alsó völgyszakasz neve Fiemme-völgy (olaszul: Val di Fiemme, németül: Fleimstal), amely kelet-nyugati irányban lejt az Etsch (Adige) folyó völgye felé, utolsó községe Anterivo (németül: Altrei), amely már Dél-Tirolhoz tartozik.
Az Avisio egybefüggő folyóvölgye két részének eltérő elnevezése a középkori földbirtokviszonyokból maradt ránk: Az Avisio felső folyása, a Fassa-völgy évszázadokon át a Brixeni Hercegpüspökség birtoka volt, az alsó folyószakasz, a Fleims-völgy (olaszul Fiemme-völgy) pedig a Tridenti Hercegérsekséghez tartozott.
A Fassa-völgyet a Dolomitok legmarkánsabb hegycsoportjai, a Monti Pallidi-nak („halovány hegyek”-nek) nevezett masszívumok övezik. Keleten a Marmolada tömbje határolja, északon a Sella-csoport, északnyugaton a Langkofel-csoport, nyugaton a Rosengarten (Catinaccio) hegycsoportja, végül délen a Buffaure-csoport, a Marmolada nyugati előterében.

## Lakossága
A Fassa-völgyet alkotó hét község (zárójelben a ladin nyelvű településnév):
- Canazei (Cianacèi), részei Alba (Delba), Gries (Gries) és Penia (Penia)
- Campitello di Fassa (Ciampedèl)
- Mazzin (Mazin)
- Moena
- Pozza di Fassa (Poza)
- Soraga di Fassa (Sorèga)
- Vigo di Fassa (Vich)

A völgy lakosságának túlnyomó többsége (kb. 67%-a) ladin anyanyelvű. Trentinóban ez az egyetlen völgy, amelynek lakossága a ladin nyelv dolomiti változatát hivatalos nyelvként használja. Ezt a nyelvet – a Fassa-völgyön kívül – még a dél-tiroli Grödeni (Gardena) és Abtei- (Badia) völgyekben, a venetói Buchenstein (Livinallongo) völgyben, és a venetói Ampezzói-völgy egy részén élők használják.

## Közlekedése
A Fiemme-völgy és a Fassa-völgy völgy teljes hosszában az SS48 olasz állami főútvonal, a Strada statale 48 delle Dolomiti fut végig, amely nyugaton az Etsch (Adige) folyó völgyében futó A22-es autópálya Auer-i csomópontjánál indul, Altreinél (Anterivo) belép a Fiemme-völgybe, ezen végig haladva Predazzónál keresztezi az SS50-es utat, Moenánál belép a Fassa-völgybe. Canazeinél kelet felé kiágazik belőle a Fedaia-hágóra vívő SP 641-es út. Canazei után észak felé kiágazik belőle a Sella-hágóra vezető SS242, maga az SS-48-as felvisz a Pordoi-hágóba, innen le a Buchenstein (Livinallongo) völgybe, onnan tovább keletnek a Falzarego-hágón át Cortina d’Ampezzo felé.

## Történelme
A völgy lakosságának eredete vitatott. A bronzkorban már lakták. 1968-ban Mazzin közelben egy rét (reticus) vár maradványait találták. Az i. e. 1. század végétől a római hódítók a térségben a latin nyelvet terjesztették el. Úgy vélik, a rét és a latin nyelv kölcsönhatásából keletkezhetett a mai ladin nyelv, a rétoromán nyelvek egyike.
A középkorban a Fassa-völgy a brixeni központú Brixeni Hercegpüspökség (Fürstbistum Brixen) hatalmába jutott, míg a völgy déli szakasza, a Fiemme-völgy a Tridenti Hercegérsekség (Erzbistum Trident) került, Trento központtal. Mindkét egyházfejedelemség a Német-római Birodalom hűbérese volt. A 12. század végére a völgy népe szabadságjogokat vívott ki, és Comunità di Fassa néven önkormányzatot hozott létre, mely a termőterület (az erdők és alpesi legelők) közbirtoklásán alapult. E rendszer a napóleoni háborúk idejéig működött. A ladinok fegyveresekkel is támogatták a tiroli Andreas Hofer népi felkelését. A bécsi kongresszus után mindkét völgyet (az egész Dolomitokkal, Trentinóval és Venetóval együtt) a Habsburg Birodalom kapta meg. A 19. század végén itt is megindult az alpesi turizmus.
Az első világháborúban a Fassa-völgy a frontvonal osztrák-magyar felén volt. Canazei és a Pordoi-hágó szilárdan osztrák–magyar kézen volt, az olaszok keletről, a Buchenstein (Livinallongo) völgyéből és délkeletről, a Marmolada gleccserén át támadták a frontszakaszt. Messzebb délnyugaton a Fiemme-völgyet délről határoló Lagorai hegycsoportba is betörtek. A közeli hegyoldalakban a háború sok emléke fennmaradt, hegyi állások maradványai, helyreállított katonai vasalt mászóutak, köztük a legismertebb a Ferrata delle Trincee. A Marmolada gleccserének jégtömegébe az osztrák–magyar védők egész alagútrendszert vágtak, ágyúállásokkal, raktárakkal, legénységi szállásokkal. A Jégváros (Eisstadt / città di ghiaccio) villanyvilágítással, fűtéssel, telefonhálózattal is fel volt szerelve. 1917 novemberében, a caporettói áttörés után az olaszok visszavonultak Veneto felé, a havasokra ismét csend borult.

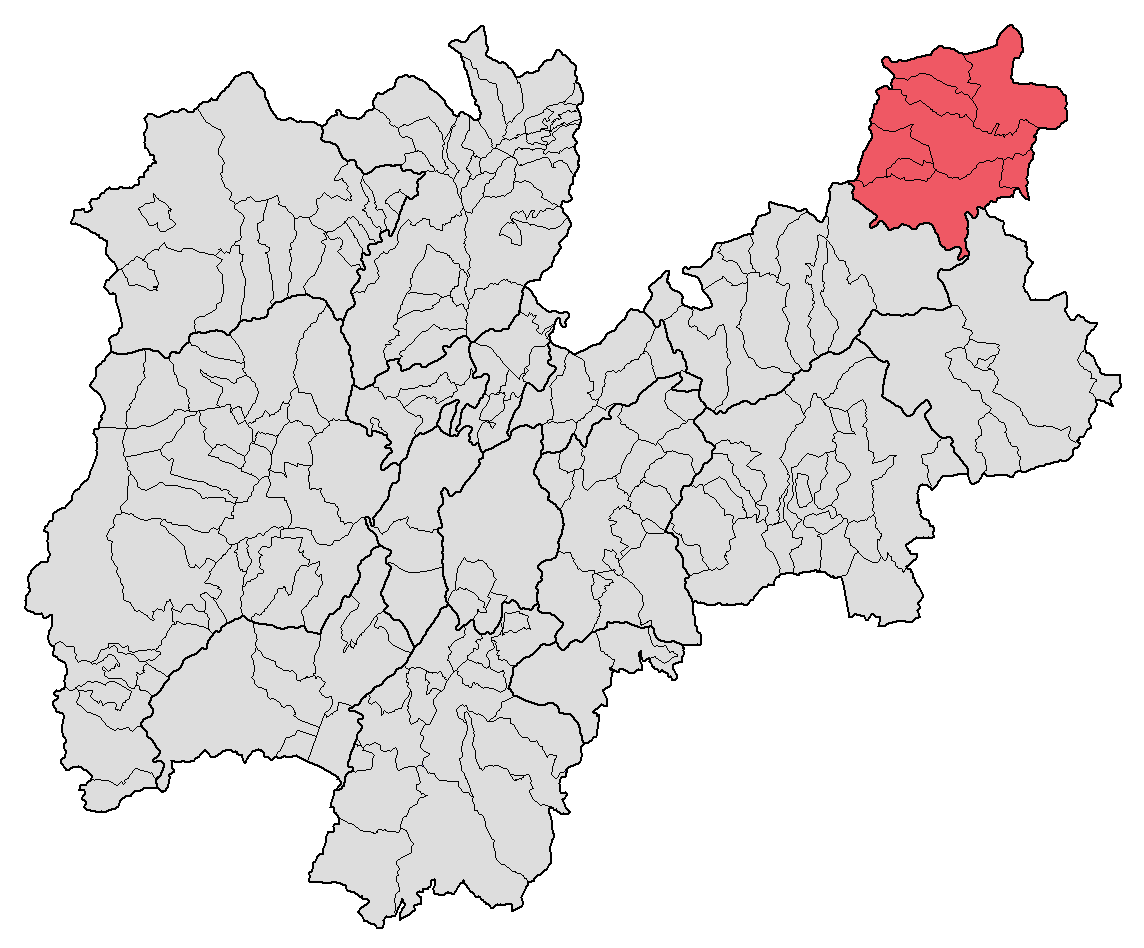
A Comun General de Fascia önkormányzat területe (Trentino térképén)

Az 1918 novemberi összeomlás után Tirol legnagyobb része, Dél-Tirol és az egész Trentino az Olasz Királyság hatalmába került. A ladin etnikum önrendelkezését felszámolták, az egybefüggő ladin nyelvterületet szétszabdalták, olasz nyelvű közigazgatási egységekhez csatolták. A római kormány csak a második világháborút követően, az Európai Unió megalakulásának küszöbén engedte helyreállítani a Trentino-Alto Adige régión belül Fassa-völgyi Ladin Völgyközösséget (Comprensorio Ladino di Fassa), melynek autonóm önkormányzata (Comun General de Fascia) még küzd a teljes jogú elismerésért.

## A völgy legendái
A Fassa-völgy népvándorláskori történelmét számos monda és legenda övezi, írott formában is. A Fassa-völgy hét ladin települését, a „Regoles”-t (németül „Riegel”-t) a hegyeken túlról, Treviso grófságából, a „Marca Trevignana”-ból, a Fedaia-hágón át érkező rablócsapatok fosztogatták. A Fassa-völgy lakói állandó harcban álltak a „trevisóiakkal”, vagy „trusaner”-ekkel. Végül felbéreltek egy „arimann”-okból álló zsoldoscsapatot. A germán Heermann szó harcost jelent, és longobárdokra utal. Az „arimann”-ok csatában legyőzték a trevisóiakat, a mai Canazei várostól keletre, Penia községből a Fedaia-hágóra felvezető hegyi út jobb (déli) oldalán fekvő mezőn. Ennek neve ma is a „trevisóiak síkja” (Pian Trevisan vagy „Cian Trujan”).
Az „arimann”-ok ezután fatornyokból (ciasteles, Kastell) vigyázták a Fassa-völgy bejáratait. Veszély esetén a völgyben fekvő falvak lakosságát a fennsíkon gyújtott jelzőtüzekkel riasztották. Hosszabb békés időszakokban azonban az „arimann”-ok is a falvakat kezdték fosztogatni. Egy idő után latroknak (latrones) kezdték nevezni őket. A korai középkorban, amikor a völgyet a Brixeni Püspökséghez csatolták, az „arimann”-ok jelenléte teherré vált. A trevisóiak a Fedaia-hágóban rajtuk ütöttek, és lemészárolták őket. Az „arimann”-ok segélykérő jelzőtüzeit a völgyben élők „nem látták meg”, nem küldtek nekik erősítést. Mondják, a fennsíkon azóta is időről időre kigyullad a „lum de morc”, a „halál fénye”… A dél-tiroli Karl Felix Wolff (1879–1966), a tiroli és dolomiti mondák kutatója beszámolt egy kora középkorból származó dokumentumról, melyben leírják az „arimannok” itteni tettet. Ez azonban úgymond „elveszett”, további írott forrás nem ismert, emiatt Wolff írásait sokan bírálják.

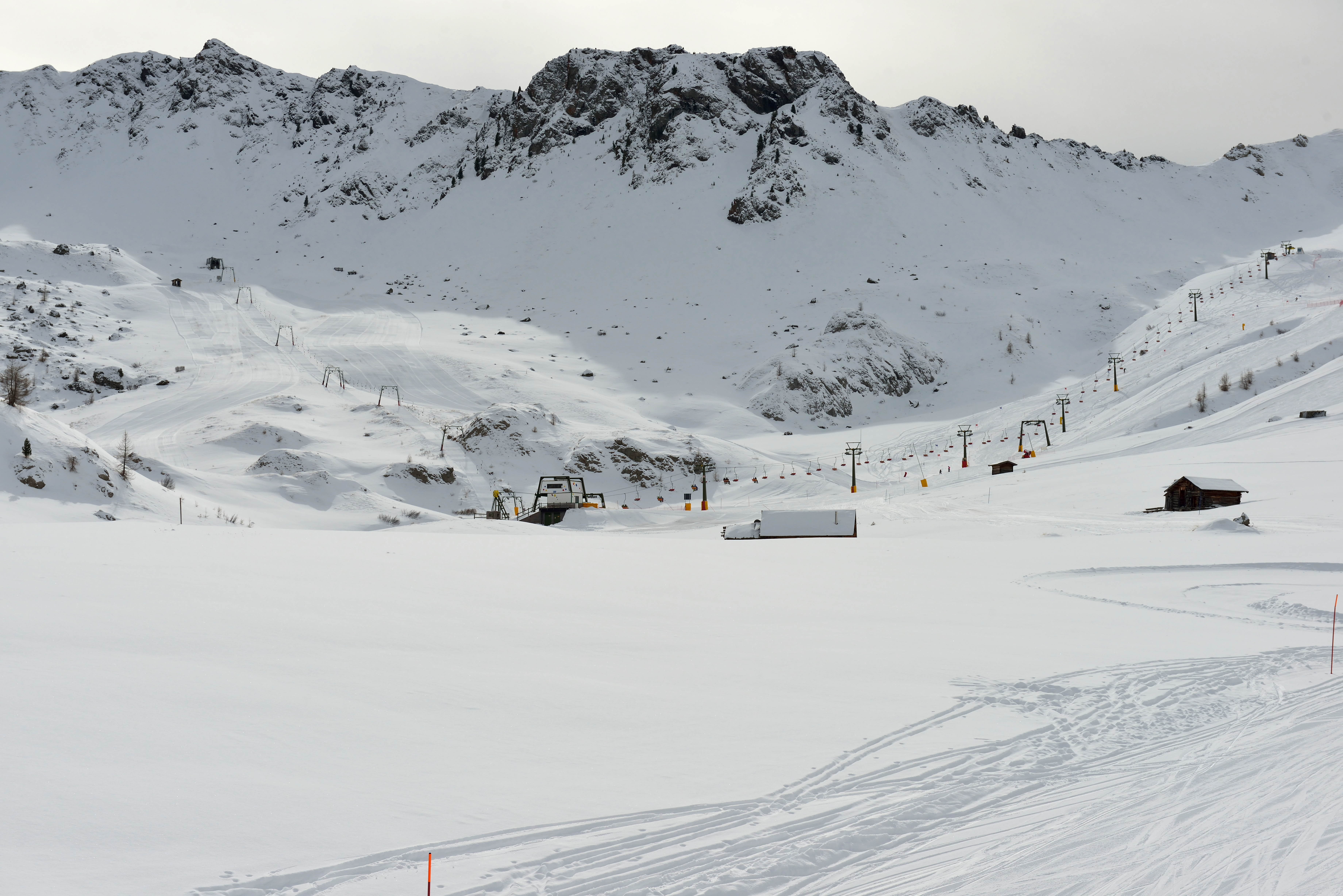
A Ciampac sípályái

## Turizmus, sport
A völgy sípályái és felvonói a Dolomiti Superski regionális télisport-szövetség tagjai. A völgy körzetében számos kiváló alpesi síterep fekszik:
- Catinaccio / Rosengarten (Vigo di Fassa és Pera di Fassa környéke)
- Buffaure (Pozza di Fassa, Ciampac, Alba di Canazei)
- Belvedere / Col Rodella (a Pordoi-hágó lejtőin, Canazei és Campitello körül. Ezek a terepek összeérnek a szomszédos Superski-zónákkal, a dél-tiroli Grödeni-völggyel (Gröden/Gardena) és a venetói Arabba-Marmolada zónával. Rá lehet kapcsolódni a Sella-csoport körül kiépített körkörös Sellaronda sítúra útvonalába.
- Tre Valli (Moena, San Pellegrino-hágó, Falcade)

## Képgaléria

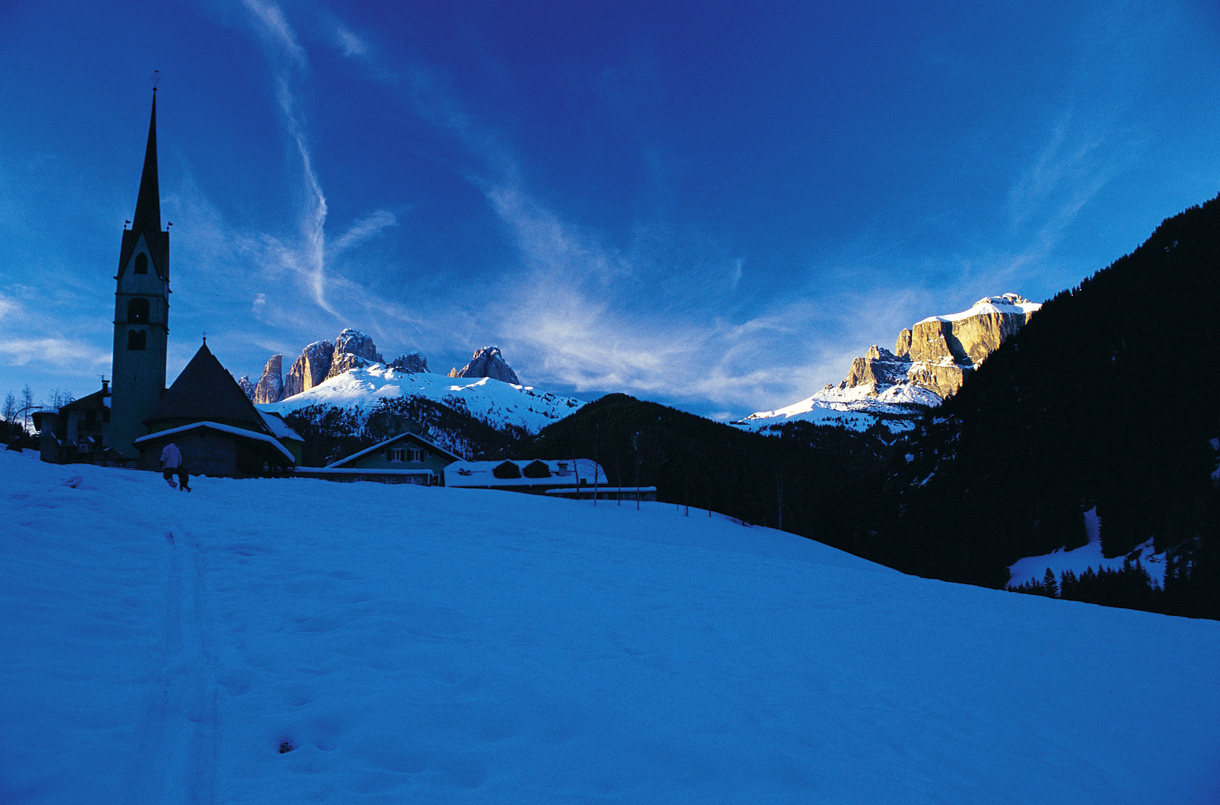
Hajnal, Alba di Canazei (háttér: Sassolungo, Sella-csoport)
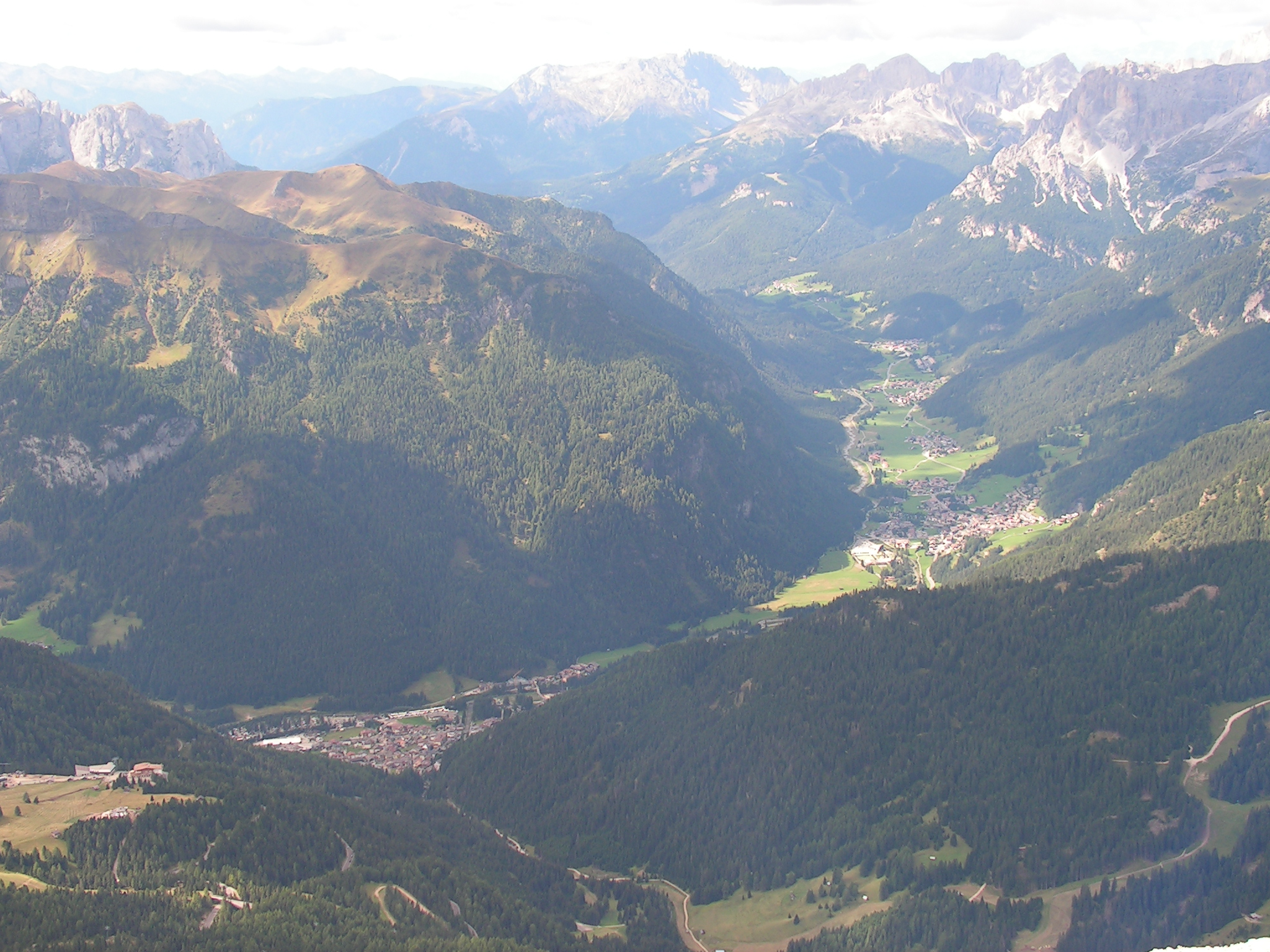
A völgy a Pordoi-csúcsról (Canazei és Campitello)
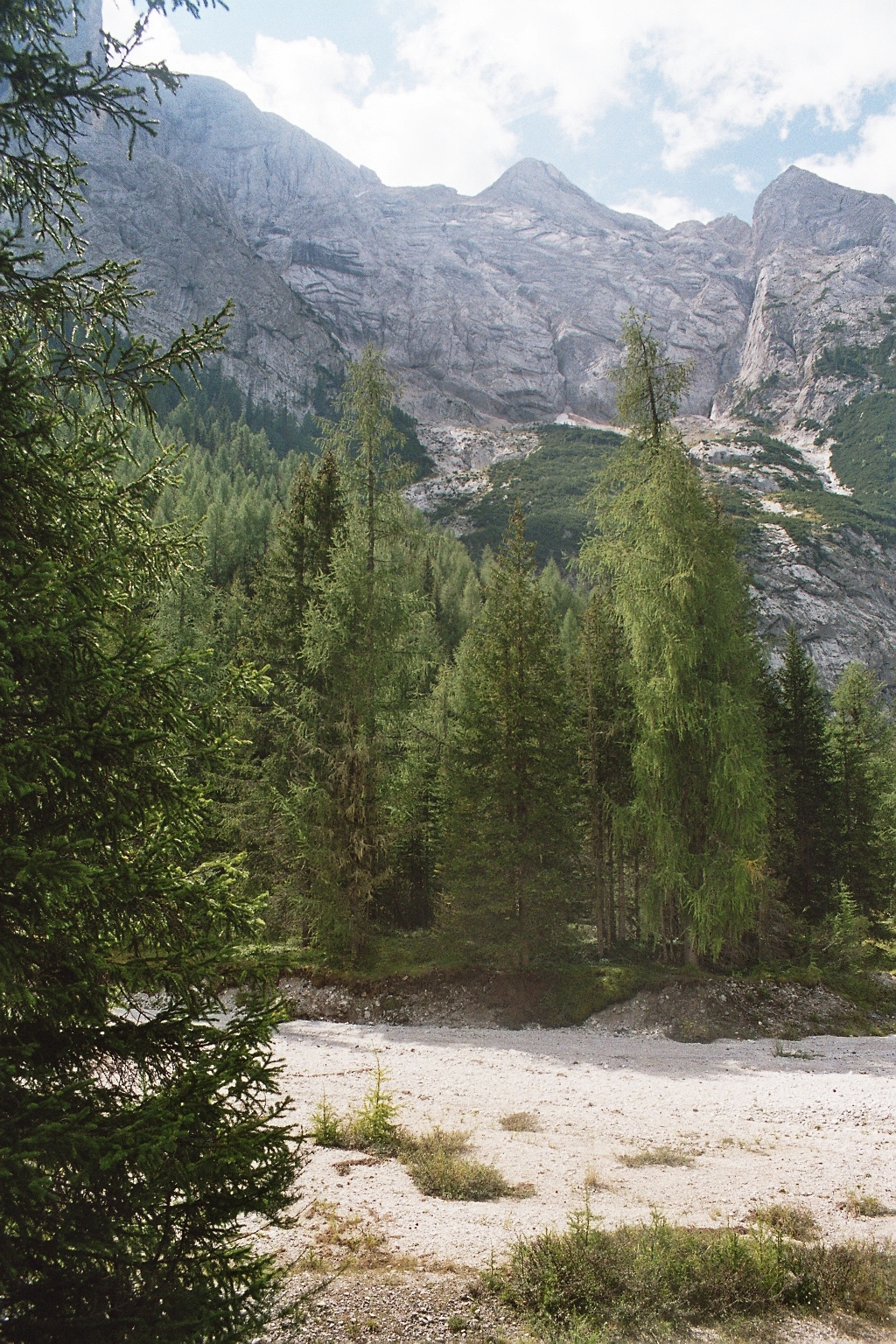
Pian Trevisan fennsík, a Marmolada alatt
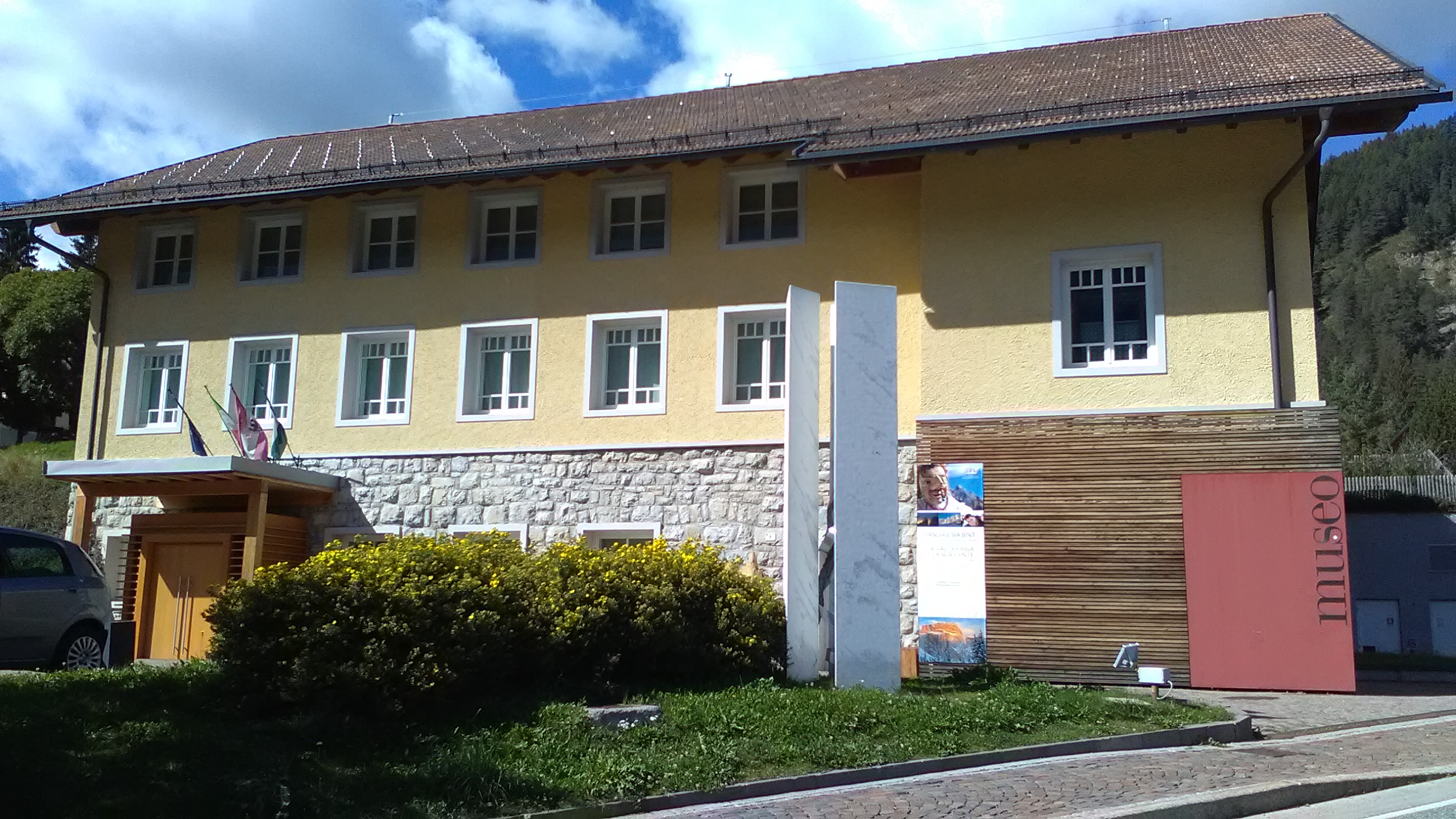
A Ladin Múzeum, Vigo di Fassában
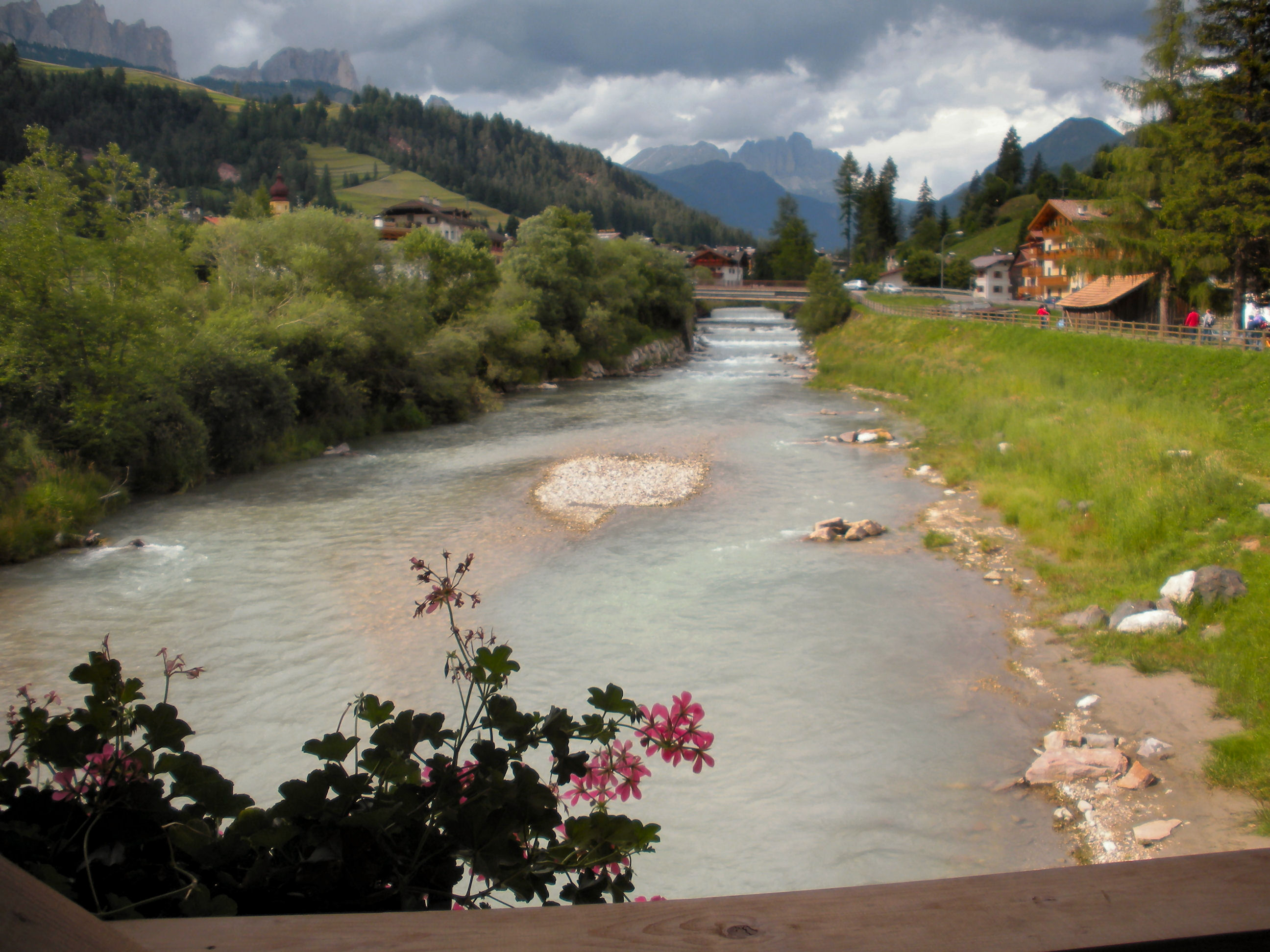
Avisio-patak Soragánál